# Éditions Maspero
As Éditions Maspero foram uma editora francesa fundada, em 1959, por François Maspero.
A sua criação está fortemente ligada à livraria La Joie de lire (a alegria de ler), fundada, em 1955, por François Maspero, então com 23 anos, em Paris, no Quartier Latin.
Criada durante a  Guerra da Argélia, as Éditions Maspero tinham uma orientação claramente de esquerda.
A editora encerrou as suas atividades em 1982, tendo o seu património passado para a editora La Découverte, criada no ano seguinte